# Östra Vingåkers distrikt
Östra Vingåkers distrikt är ett distrikt i Katrineholms kommun och Södermanlands län. 
Distriktet ligger sydväst om Katrineholm. 

## Tidigare administrativ tillhörighet
Distriktet inrättades 2016 och utgörs av socknen Östra Vingåker i Katrineholms kommun.
Området motsvarar den omfattning Östra Vingåkers församling hade vid årsskiftet 1999/2000.